# Nadia Gattas
Nadia Gattas (født på Vesterbro i København) er en dansk sangerinde. Hun er datter af marokkansk mor og en egyptisk far. Hun debuterede med singlen "Min melodi" den 21. januar 2011 på EMI. Sangen er bl.a. skrevet af Medina. Nadia fik i slutningen af 2011 et hit med singlen "Min indre stemme" sammen med saxofonist Michael Rune. Singlen har ligget i top 10 på singlelisten, og har modtaget guld for 15.000 downloads. Den 24. september 2012 udgav hun singlen "Rejser gennem tiden" på Sony Music. Nadia har skrevet sangen sammen med Mads Løkkegaard og Jakob Glæsner, og sangen handler om "at finde sin vej i livet, selv om der er sten på den. For det nytter ikke noget at læne sig tilbage og græde snot. Alt det, jeg har set og været igennem har gjort mig til den, jeg er". Nadia har desuden medvirket i Xanders sang "Mit Hjerte Brænder" feat. Nadia Gattas.

## Diskografi

### Singler
| År                                                               | Single                                                   | Højeste placering | Certificering |  |
| År                                                               | Single                                                   | DAN               | Certificering |  |
| ---------------------------------------------------------------- | -------------------------------------------------------- | ----------------- | ------------- |  |
| 2011                                                             | "Min melodi"                                             | —                 |               |  |
| 2011                                                             | "Min indre stemme" (Michael Rune featuring Nadia Gattas) | 6                 | - Guld        |  |
| 2012                                                             | "Rejser gennem tiden"                                    | —                 |               |  |
| 2014                                                             | "Someone like you"                                       | —                 |               |  |
| 2014                                                             | "Looking to hide"                                        | —                 |               |  |
| 2015                                                             | "The Feeling"                                            |                   |               |  |
| "—" markerer en udgivelse der ikke opnåede en hitlisteplacering. |                                                          |                   |               |  |